# Cantó d'Albertville-Sud
El cantó d'Albertville-Sud és un cantó francès del departament de la Savoia, situat al districte d'Albertville. Té 9 municipis i part del d'Albertville.

## Municipis
- Albertville-Sud (part sud : 9.435 hab)
- Cevins
- Esserts-Blay
- Gilly-sur-Isère
- Grignon
- La Bâthie
- Monthion
- Rognaix
- Saint-Paul-sur-Isère
- Tours-en-Savoie

## Història
| Període       | Identitat      | Partit          | Qualitat                               |
| ------------- | -------------- | --------------- | -------------------------------------- |
| 1973-1985     | Marcel Rochaix | PCF             |                                        |
| 1985-2004     | Albert Gibello | RPR després UMP | Alcalde d'Albertville (1995-2008)      |
| 2004-2011     | Marcel Paviol  | PS              | Antic alcalde de Grignon (fins a 2008) |
| 2011-en cours | Pierre Loubet  | PS              | Alcalde de Gilly-sur-Isère             |

## Demografia
| 1882                                                          | 1926 | 1962 | 1968 | 1975 | 1982 | 1990   | 1999   | 2008   |
| ?                                                             | ?    | ?    | ?    | ?    | ?    | 17.274 | 17.828 | 18.827 |
| ------------------------------------------------------------- | ---- | ---- | ---- | ---- | ---- | ------ | ------ | ------ |
| Nombre retenu à partir de 1990: Població sense dobles comptes |      |      |      |      |      |        |        |        |